# Christoph Müller (Skispringer)
Christoph Müller (* 5. Juli 1968 in Klagenfurt) ist ein ehemaliger österreichischer Skispringer.

## Werdegang
Christoph Müller wuchs in Finkenstein am Faakersee auf. Er begann seine Karriere als Skispringer erst im 15. Lebensjahr und absolvierte das Skigymnasium in Stams. Mit 18 Jahren sprang er in der Nationalmannschaft des ÖSV. Er belegte 1987 beim Skisprung-Weltcup in Sapporo den 12. Platz. Beim Continental-Cup-Springen in Neustadt in diesem Jahr erreichte er den zweiten Platz, in Willingen den dritten Platz. Ein Sturz in der Vorbereitungsperiode auf das kommende Jahr zwang ihn zu einer einjährigen Pause. Kurz nach dem Wiedereinstieg mit 21 Jahren beendete er seine aktive sportliche Karriere. In der Saison 1993/94 kehrte er noch einmal als B-Kader-Trainer des ÖSV in den Skisprung-Zirkus zurück.